# 坤寧門
39°55′16″N 116°23′49″E / 39.921112°N 116.396838°E

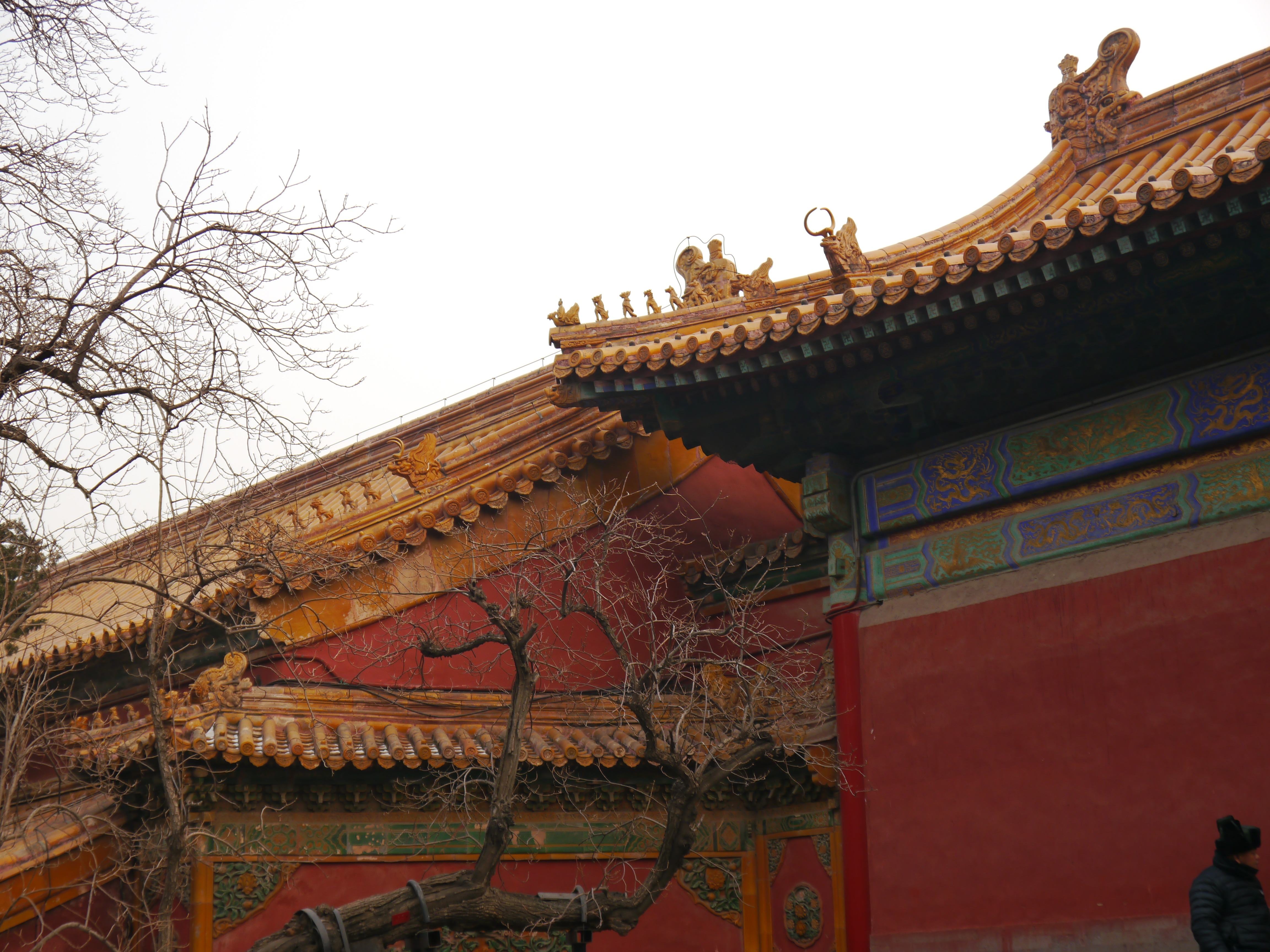
坤寧門东北角，可见东北侧的八字琉璃影壁

坤寧門（穆麟德轉寫：kun ning men），位于北京紫禁城坤寧宮后台阶下正中。

## 简介
坤寧門坐南朝北，南为坤寧宮，北通御花园。明朝初年，在御花园钦安殿以北设坤寧門，即如今的顺贞门。如今的坤寧门及其東西兩側在明朝是一道围廊，稱爲“游艺斋”，与御花园相接。明朝嘉靖十四年（1535年），坤寧宮后北围廊正中的广运门改建，同时将其改称“坤寧門”，此名一直沿用至今。清朝顺治十二年（1655年），坤寧門重修。
坤寧門坐南朝北，面阔三间，单檐歇山顶，覆黄琉璃瓦。明间设有门，中一间装有宫门两扇。两次间隔是值房，后檐设有两抹头方格槛窗，中配方格风窗，前檐是墙。坤寧門东西两侧的山墙斜出八字琉璃影壁，两侧接坤寧宮的东、西庑房。坤寧門是后三宫通向御花园的门。

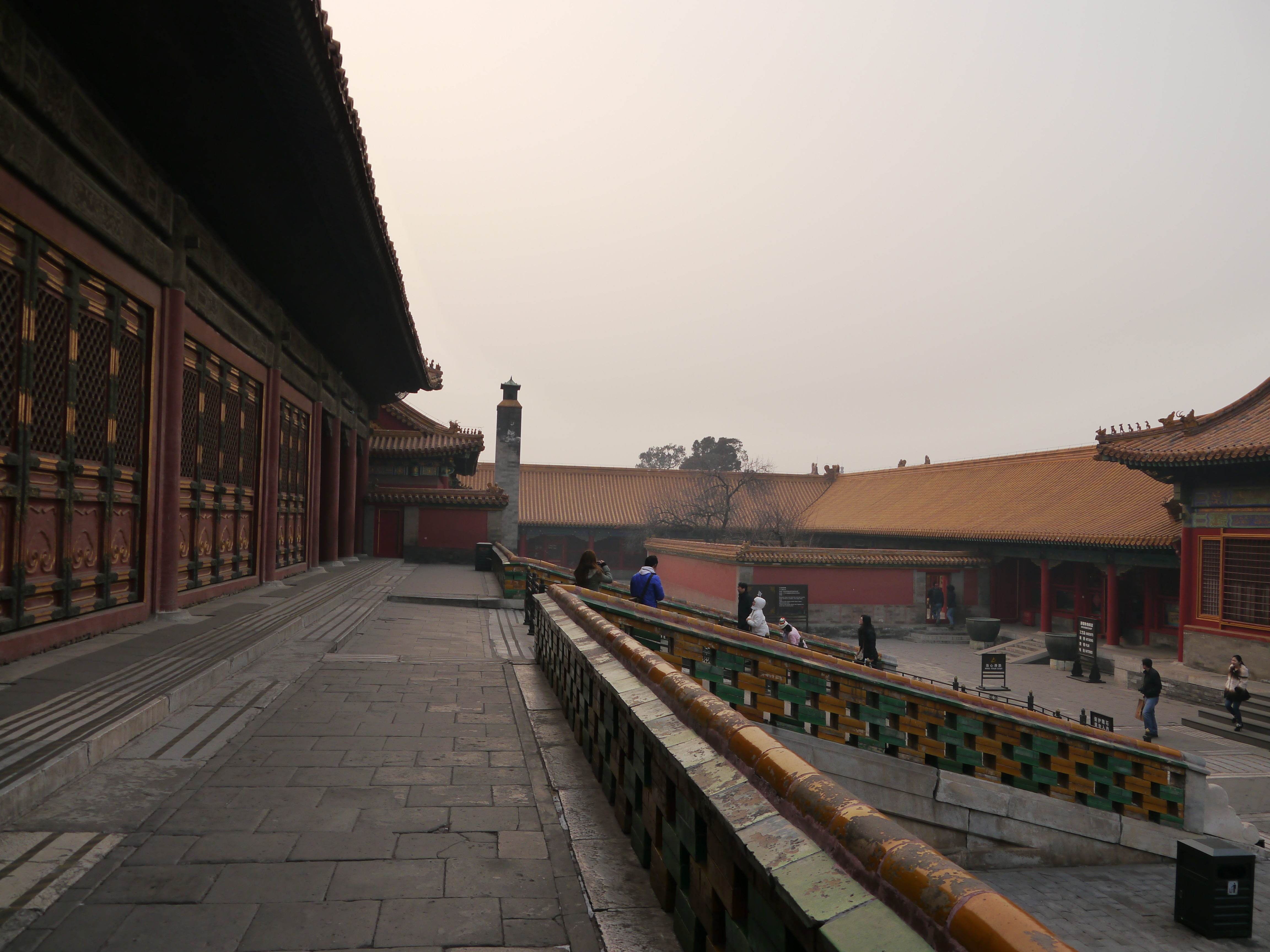
坤寧門（图右）内西侧的庑房。图左为坤寧宮后侧，自东向西拍摄。
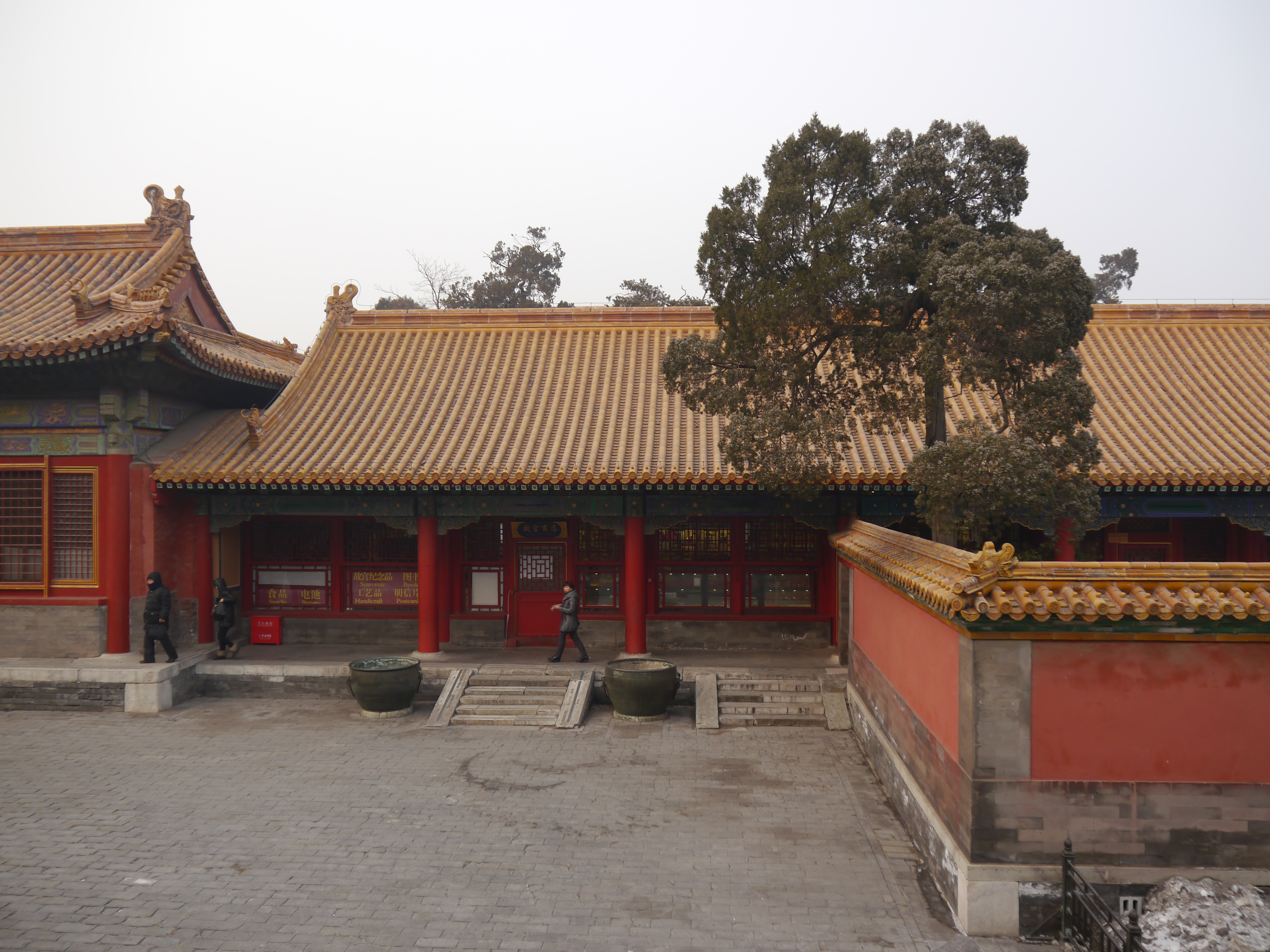
坤寧門（图左）内东侧的庑房，为“故宫商店”